# Neoconger tuberculatus
Espèce
Neoconger tuberculatus est une espèce de poissons téléostéens serpentiformes.